# Plataforma de estiba externa

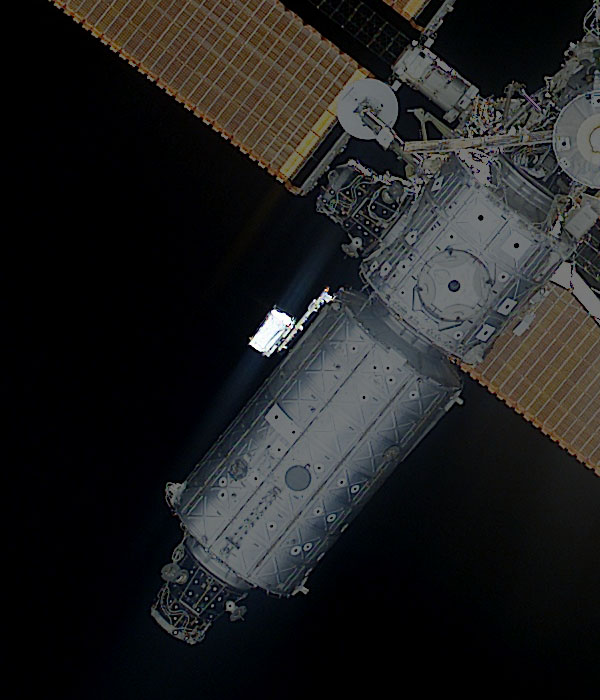
El ESP-1 puede verse con forma rectangular acoplado al laboratorio Destiny.

La plataforma de estiba externa (ESP, External Stowage Platform) son tres componentes de la Estación Espacial Internacional (EEI). Cada ESP es un palé externo que puede tener varias partes, también conocidas como Orbital replacement units (ORU), para la estación espacial. Como es una plataforma no está presurizada, pero no necesita potencia eléctrica para mantener los calentadores de algunos de los equipos almacenados. Los ORUs están conectados a la ESP con Flight releasable attachment mechanisms (FRAM). La estructura de la plataforma se basa en el Integrated cargo carrier (ICC) originalmente diseñado para el transbordador espacial y producido por Spacehab, Inc.